# Monrad & Rislund
Monrad & Rislund var en dansk komikerduo bestående av Jan Monrad (född 18 mars 1951 på Amager, död 20 november 2015 i sitt hem i Holbæk) och Søren Rislund (född 17 maj 1950 i Frederiksberg). Duons material består av sketcher och humoristiska sånger. De flankerades ofta av andra musiker, inklusive Øyvind Ougaard, Ole Fick, Michael Friis och Klaus Menzer.
Duon har sitt ursprung i gruppen Jan Monrad, Mik og Tømrerclaus, där Jan Monrad uppträdde tillsammans med Mik Schack och Claus Clement Pedersen alias Tømrerclaus. 1974 spelade gruppen in singelskivan Kød på bordet. Året därpå gick Søren Rislund med och gruppen bytte namn till Totalpetroleum. Från 1977/78 började duon uppträda under namnet Monrad & Rislund, men det var först 1981 som namnet Totalpetroleum lades på hyllan.
De första utgåvorna bestod huvudsakligen av sångmaterial, men under 1980-talet tog texterna en mer framträdande roll och sketcherna användes ofta för att parodiera populära inslag i radio och TV, däribland reklam, frågesporter, nyhetssändningar och direktsändningar av viktiga händelser. Humorn var folklig, stygg, fräck, satirisk och ibland svart. Ett helt galleri fiktiva karaktärer, som främst bor i de fiktiva städerna Pladderballe och Ubehage, återkom i många sketcher. Under senare år fokuserade Monrad & Rislund på publiken i städerna där de uppträdde genom improviserade observationer influerade av staden.
Duon släppte ett antal skivor, varav några innehåller liveinspelningar från showerna. Under senare hälften av 1970-talet och första hälften av 80-talet producerade duon satir för DR P3; det var under dessa produktioner som många av karaktärerna i karaktärsgalleriet skapades. På 80-talet uppträdde duon flera gånger på Montmartre i Köpenhamn, men från mitten av 1990-talet hade de en "hemmaplan" vid Damhuskroen.
1993 mottog duon DJBFA's hederspris samt Dansk Solistforbunds jubileumsstipendium.
I november 2009 meddelade Søren Rislund att han skulle ta en paus från samarbetet från och med 2010 och det var under en tid osäkert om Monrad & Rislund skulle spela tillsammans igen. Pausen varade drygt ett år, och 2012 spelade duon tillsammans igen med den nya showen "Senildemente sjuskemikler".
Efter Jan Monrads död 2015 meddelade Søren Rislund att Monrad og Rislund lagts ned.

## Utgåvor
- 1975 – Totalpetroleum
- 1977 – Det vil jeg da skide på
- 1977 – Bente og Tom / Nyhederne (vol.2) (singel)
- 1979 – A tribute to Gabe Ladhardt/A la plage
- 1979 – VM i Tobaksrygning/Send Mig En Lok Af Dit Hår, Mari (singel)
- 1980 – Totalpetroleums Jule-Medley (singel)
- 1981 – Hej hvor det svinger
- 1981 – 1991
- 1981 – Skål, kammerat!/En simpel røgter (singel)
- 1983 – Jesus og Jens Vejmand
- 1985 – Sorte sketches (bok)
- 1985 – Åh hold kæft!
- 1985 – EFG-Blues/EFG-Disco (singel)
- 1986 – Øl er Gud
- 1986 – Du er min øjesten/1971 (singel)
- 1987 – Hvem af jer er Mundvad? (samlingsalbum)
- 1988 – Det er Danmark/Det var Danmark (singel)
- 1988 – Det er Danmark
- 1989 – Mens vi venter på prinsen
- 1990 – Hundestjerner hasteindlagt
- 1990 – Jul igen remix (singel)
- 1992 – Next Stop Pladderballe
- 1993 – Akasut Mundvand II (samlingsalbum)
- 1994 – Farvel Åge
- 1995 – Panik i Pladderballe (video)
- 1996 – Knepper De? (innehåller bonusskivan Monrad & Rislund lovesongs)
- 1997 – Den store julebazar
- 1999 –- De nøgne heste fra Upernavik (video)
- 2000 – Ja, ja... –eller nej
- 2002 – Lorteøen special
- 2003 – De tykke synger
- 2004 – Det store triumftog (box med 5 CD-skivorr och 1 DVD) – Samling utgivet med anledning av duons 30-årsjubileum
- 2007 – Platheder På Et Fundament af Sjofelhed